# Peter Bialobrzeski
Peter Bialobrzeski, né en 1961 à Wolfsburg, en Allemagne de l'Ouest, est photographe et professeur de photographie à l' Université des Arts de Brême, en Allemagne de même.

## Biographie
Peter Bialobrzeski naît en 1961 à Wolfsburg.
Il étudie d'abord la politique et la sociologie en Allemagne avant d'étudier la photographie à l'université d'Essen et au London College of Printing (aujourd'hui l'université des arts de Londres). 
En 1989 il débute comme photojournaliste et en 2000 il fonde la galerie virtuelle photosinstore.com.
Ses photographies sont publiées dans de nombreux magazines et il travaille pour des entreprises clientes telles que Daimler-Chrysler, Philip Morris, Siemens et Volkswagen. Il enseigne en tant que professeur invité à l'université d'Essen avant d'être nommé en 2002 professeur de photographie à l'Université des Arts de Brême. 
Bialobrzeski est peut-être plus connu pour son exposition Neon Tigers, des photos de métropoles en plein essor en Asie.
Il publie huit livres.

## Distinctions
- 2003, World Press Photo, catégorie Arts et Entertainment, (1er Prix)[5]
- 2012, Prix Erich-Salomon

## Sélection d'ouvrages
- 1997 Transit: Passagen globaler Kooperation, Edition Braus, Heidelberg  (ISBN 9783894661786)
- 2000 XXX Holy-Journeys into the Spiritual Heart of India, Kruse Verlag, Hamburg  (ISBN 9783934923041)
- 2004 Neon Tigers: Photographs of Asian Megacities, Hatje Cantz, Ostfildern  (ISBN 9783775713948)
- 2008 Calcutta: Chitpur Road Neighborhoods, Hatje Cantz Verlag, Ostfildern  (ISBN 9783775721066)
- 2010 Case Study Homes, Hatje Cantz Verlag, Ostfildern  (ISBN 9783775724692)
- 2011 The Raw and the Cooked, Hatje Cantz Verlag, Ostfildern  (ISBN 9783775731928)